# ASTRO BOY・鉄腕アトム -アトムハートの秘密-
『ASTRO BOY・鉄腕アトム -アトムハートの秘密-』は、トレジャーが開発、セガから2003年12月18日に発売されたゲームボーイアドバンス専用のアクションゲームである。

## 概要
アニメ『アストロボーイ・鉄腕アトム』を原作とするが、実際にはアニメ版そのままのゲーム化ではなく、原作漫画『鉄腕アトム』と手塚治虫の諸作品によるスター・システムを取り込んだクロスオーバー作品となっている。
本作品は2002年7月にセガが取得した「手塚プロダクションが保有する全キャラクターの包括的独占ゲーム化権及びサブライセンス権」を活用し、鉄腕アトムの世界観をベースに製作された。

## ストーリー
第一部 誕生編
少年型ロボット「鉄腕アトム」は、人間を助けて戦う正義のロボットである。だが、彼の前には数々の敵と謎が立ちはだかる。アトムを敵視するロボット、アトラス。謎めいた変身ロボット、プーク。そして、アトムの記憶からなぜか削除されている「父」、天馬博士。正義と平和を求めて戦う彼の前には、人間とロボットの間にある差別の壁が大きく立ちはだかる。果たして彼は、人間とロボットの幸福な未来を勝ち取ることができるのだろうか？
第二部 復活編
人間とロボットの関係は乱され、ロボットは突如現れた「審判の女神」デスマスクによって殲滅されてしまった。どこで道を間違えたのだろうと嘆くアトムの前に、光り輝く「火の鳥」が現れ、彼に時間移動の能力を与える。時間をさかのぼり、人間とロボットの不和の原因を探るアトムだが、なぜかさかのぼって体験する新たな歴史は、前以上に苛烈なロボット弾圧へと動いていく。果たして真の問題はどこに潜んでいるのか？

## システム

### 基本操作
ゲームは、オーソドックスな横スクロールアクション。十字キーの左右で移動、Aボタンでジャンプ、Bボタンにパンチ攻撃が割り振られている（一部のステージでは、アトムが空を飛ぶシューティングステージとなり、上下にも移動可能になる）。Bボタンと十字キーの組み合わせで、「キック（敵を跳ね飛ばす。飛ばされた敵にも当たり判定があり、他の敵を巻き込んでいく）」「フィンガービーム（射程が長く貫通するが、威力はパンチより低い）」）といった攻撃が可能。また、十字キーの左右を素早く二度押しすると「ダッシュ」、ジャンプ中に十字キーとAボタンを同時押しすると「ジェット噴射」で高速移動ができる。この高速移動の瞬間は、自機に当たり判定が存在しないので敵をすり抜けることが可能。

### 必殺技
敵を攻撃すると、「EXポイント」ゲージが溜まっていく。ポイントが1ゲージ分以上溜まった状態で特定の操作をすると、ポイントを消費して強力な必殺技を放つことができる。必殺技は、AB同時押しで「EXダッシュ（拳を振り回し、敵を蹴散らしながらダッシュする）」、Lボタンで「マシンガン（画面上の全ての敵に小ダメージを与え、数秒間停止させる）」、Rボタンで「アームキャノン（太く強力なビーム攻撃）」。マシンガンはお尻から突き出す仕組みになっているが、これは原作漫画準拠の武装で、原作アニメには登場しない。

### アトムハートと七つの威力
ゲーム開始時点のアトムは、精神的に未熟で能力を制御できないとされ、全能力を低く抑えた状態になっている。アトムがゲーム内で新たな人物に出会うと、相手を「理解する」ことで精神的成長が促されたとして、能力のリミッターが1レベル解除され、「ライフ（体力ゲージの上限を上げる）」「パンチ（パンチ･キック攻撃の威力が増す）」「レーザー（フィンガーレーザーの威力が増す）」「ショット（マシンガンの威力が増す）」「ジェット（ジェット噴射を連続して使える回数が増える）」「センサー（五感が強化され、今まで気付かなかった何かを発見することがある）」のうち一つをレベルアップさせられる。これが「アトムハート」システムであり、レベルアップさせていく6つの能力に、アトムハート自体を加えた7つが、本作品におけるアトムの「七つの威力」であると定義されている。成長の対象となるキャラクターは、ストーリー上で必ず出会うものから隠れキャラとして潜んでいるものまでさまざま。

### キャラクター名鑑
「アトムハート」システムによって出会ったキャラクターの蓄積に伴い、タイトル画面のオプションから入れる「キャラクター名鑑」で、そのキャラクターに関する情報が見られるようになる。この名鑑は、本編の「かんたん」モードをクリアすると「増補名鑑」、「むずかしい」モードをクリアすることで「究極名鑑」へと進化し、閲覧できる情報も増えていく。つまり「アトムハート」は、ゲーム中の主人公の成長を示すと同時に、プレイヤーにキャラクター収集の楽しみを提供しているのである。情報の内容は、スター･システムで出演したキャラクターの初出や「『火の鳥2772 愛のコスモゾーン』のオープニングではワンカット700枚のセルが使われた」「実写版『マグマ大使』第一話で竜巻のアニメーションを担当したのは政岡憲三」など、かなりマニアックてある。

## 登場人物

### ロボット
アトム
本作の主人公。10万馬力と七つの威力を持つ少年ロボット。原作アニメ準拠の設定になっているため、本編開始時点では自分の製造に関する経緯を記憶していない。本作品では、以前から製造計画されていたロボット「アトム」を、天馬博士が愛息トビオの死にともない息子そっくりに作ったと設定されており、元の製造理由および「アトム」という名前の意味が物語終盤に明かされる。
アトラス
アトムのライバルとして登場する攻撃特化型のロボット。天馬博士の手によって、事故死した徳川財閥の令息、徳川ダイチの記憶が移植されており、非ロボット的な憎悪を燃やす。初出は原作漫画「アトラス」の巻だが、本作品の設定はおおむね原作アニメを踏襲している。
プーク
様々な動物に変身する能力を持つ少年ロボット。なぜか初対面の時点でアトムを知っているかのように振舞う。初出は原作漫画「十字架島」の巻だが、外見デザインが原作漫画版から大きく変化しており、その改変が伏線の一つとなっている。
ニョーカ
世界議長レッド公の娘として登場する美少女ロボット。初出は80年版アニメ『鉄腕アトム』の「アトムの初恋」。
プルートゥ
大きな角が特徴の、巨大な戦闘型ロボット。原作漫画「地上最大のロボット」の巻、および原作アニメに登場。本作では、人間のロボット弾圧に対抗する武闘集団「地上最強のロボット」の一員としてアトムの前に現れる。
ラグ
角状のアンテナが特徴的な青年型ロボット。本作品では、南極に誕生した新興国の初代大統領として登場する。初出は原作漫画「デッドクロス殿下」の巻。
シャドウ
不気味な装束で素顔を隠したロボット。虐げられるロボット達のために立ち上がり、独自のロボット軍隊を編成する。原作アニメにも登場するキャラクターだが、その正体はアニメ版とは異なるオリジナルの解答が用意されている。
地上最強のロボット
地球の80%を人間もロボットも住めない焦土に変えたスーパーロボット達の総称。ノース2号、電光、モンブラン、エプシロン、プルートゥがこれに該当する。
青騎士
ストーリーが進行すると登場する、人間に反旗を翻したロボット。原作漫画および原作アニメにも登場するが、その出自に関しては本作品オリジナルの真相が用意されている。

### 人間
お茶の水博士
アトムの後見人として登場する博士
天馬博士
アトムの製作者。亡き息子の代わりとしてアトムを完成させたが、現在はアトムに対して「私の子ではない」と突き放した態度を取る。冷淡なその言葉の真意を知るためには、隠し要素（ゲームクリアに必須ではない）となっている条件をそろえる必要がある。
レッド公
世界政府議長。ロボットとの融和的な政策を唱えている。
アセチレン･ランプ
世界政府議員。ロボットを憎み、ロボット弾圧を訴えている。
デッドクロス
反ロボット秘密結社「ブラック･ルックス」首領。南極の大統領選で、ロボット候補の選挙妨害を企む。原作漫画では「デッドクロス」と「ブラック･ルックス」はそれぞれ別の話に登場する反ロボット主義者の悪役
七色いんこ
元ネタでは俳優にして怪盗だが、本作品では、探偵「シャーロック･ホームスパン」役として登場。変装術の達人。彼は80年版アニメ『鉄腕アトム』でもホームスパン役で登場、また原作アニメにも別の役で登場している。
ブラック・ジャック
手術の腕では世界一の無免許医。医療と金銭に対する執着心は人一倍で、アトムたちが戦っている中で手術を続行するシーンが存在する。
シャラク
本作では、古代ムー大陸の支配者として登場。「ホア・カバリ・キルマの秘法」なる術を使い、何度でも蘇るという。ムー大陸の支配者という設定は『海底超特急マリンエクスプレス』によるものだが、「ホア・カバリ・キルマの秘法」はシャラクの初出である『三つ目がとおる』からの引用
サファイア
ムー大陸の女王。侵略者であるシャラクに統治権を奪われている。シャラク同様『海底超特急マリンエクスプレス』から取られた配役
エミヤ
ランプ議員の娘でダイチの幼なじみ。「ドルメヒカ症候群」なる重病で入院していたが、ロボットに連れ出されたまま行方不明となる。ランプ議員がロボット弾圧をはじめた原因。名前とキャラクターデザインは、漫画『プライム・ローズ』の主人公から。
ロック
第二部に登場する「反ロボット派が勝利した南極政府」の大統領。アトムを含めたロボットにあからさまな嫌悪を向ける。

### その他
マグマ
「マグマ大使」の二つ名を持つロケット人。ロケット人は現在の科学では説明できない存在であり、機械にも生物にも分類されない。
デスマスク
ロボットと人間の対立が決定的になると、どこからともなく現れる「審判の女神」。オモテニウム線を照射して全てのロボットを破壊してしまう。元ネタは、漫画『プライム・ローズ』から。また放射線物質オモテニウムは漫画『メトロポリス』に由来する。
火の鳥
時間と空間を超越したコスモゾーン。ロボットも一種の「命」と認識しており、アトムに時間移動の力を授け、やり直しの機会を与える。この能力はゲーム上では「ステージセレクト」機能として表現される。これによって、第二部はシステムの根幹やステージ構成はそのままで「ステージを縦横に移動しつつ、情報を集めて謎を解く」というアドベンチャーゲームの側面を見せることになる。

### ボスキャラクター
巨大クモ型ロボット
エネルギー制御施設のエレベーターに陣取っているロボット。さらわれた和登さんの後を追ってきたアトムの前に立ちはだかる。
ジオワーム
第一章のボス。メトロシティの全エネルギーを制御していた巨大虫型ロボット。一部のロボットを操り、暴走を起こす。口からレーザーを発射し、近寄る敵を高出力エネルギーパンチで薙ぎ払う強敵。初出は原作アニメ第1話。
巨大ハチ型ロボット
太平洋に近づこうとするアトムを妨害するべく現れた、空中編隊の親玉。様々なショットを駆使して攻撃してくる。
人工太陽
その高熱を以て幾多もの航空機を沈めてきた不気味な球体。本来、冥王星開拓用に科学省で開発されたものだが、金三角一味によって盗まれた。初出は原作漫画「人工太陽球」の巻。
W3
地球の調査にやって来た三人組の宇宙人。アトムを悪人だと勘違いして襲ってくる。登場時のBGMは、テレビアニメ版のテーマソングをアレンジしたものになっている。
ビッグX
金三角が悪の国カルタゴから大量に買い取った兵器V3号の謎を追っているスーパーヒーロー。やはりアトムを金三角一味の仲間だと勘違いして攻撃してくる。登場時のBGMは、テレビアニメ版のテーマソングをアレンジしたものになっている。アトムとビッグXは、原作漫画において競演（スターシステムではなく、それぞれの主人公として）したことがある。
プーク
第二章のボス。スカンクの命令で様々な悪事を働かされていた。4種類の戦闘形態を持つ。主なキャラクターの節も参照。
ロボイド
第三章の中ボス。これ以降にも、バージョンアップした新型がボスキャラとして度々登場する。「ロボイド」というキャラクターは原作漫画にも登場するが、本作中のロボイドは漫画『ゴブリン公爵』に登場する同名の戦闘機械に準じている。
アトラス
第三章のボス。月面プラントにアトムを誘き寄せ、戦いを挑んでくる。強力なビーム砲「アトラスキャノン」、あらゆるものを貫く突進攻撃に加え、自身の体を軸に回転するレーザーも装備している。主なキャラクターの節も参照。
カラブス
第四章のボス。もともとはフランスで開発された地上最強の戦車だったが、ブラックルックスによって「空飛ぶ爆弾」に仕立て上げられた。画面の半分を覆う程大きい上に接触ダメージが高く、敵を牽制するための拡散ショットやレーザーも備えている。初出は原作漫画「一億年前の犯罪」の巻。
デッドクロス殿下
第五章のボスにしてブラックルックスの首領。サーベルでカマイタチを飛ばす程の技量を持ち、生身の人間とは思えない耐久力を持っている。さすがにアトムと一騎討ちで渡り合える程の戦闘能力では無いが、ロボイドRが彼のスキをしっかりカバーしている。主なキャラクターの節も参照。
シャラク王子
第六章のボス。三つ目族特有の超能力でムー帝国を支配下におく。手にした槍「赤いコンドル」による容赦無い突きと三種類の召喚魔法でアトムに迫る。主なキャラクターの節も参照。
ノース2号
地上最強のロボットその一。攻防共に優れたスーパーロボット。六本の腕それぞれにホーミングミサイル、光学シールド、ドリル、爆弾ロボ発射口、ビーム砲、丸ノコを装備しており、それらを状況に応じて使い分けながらじっくりと相手を追い詰める戦法を得意とする。初出は原作漫画「地上最大のロボット」。原作アニメでは名前がでていないものの、外見が似ているロボットが登場しており、本作品でもそのロボットにノース2号の役を当てている。
電光
地上最強のロボットその二。戦闘用の武器は装備していないが、光学迷彩で姿を消せるスーパーロボット。透明のまま時限爆弾付きベルトをバラまくことで人間達を焼き払ってきた。専用のマシーンの電源が全て落ちてしまうと光学迷彩の効力が消えてしまうのが欠点。この章では比較的簡単に攻略できるボス。原作漫画「電光人間」の巻、および原作アニメに登場。原作漫画の「地上最大のロボット」には関係していない。
モンブラン
地上最強のロボットその三。ボディ中央のコア以外は一切ダメージを受けない鋼鉄のスーパーロボット。手足を引っ込めてバウンドしながら移動し、コアから高速の波動砲を放ち、そして回転ノコギリに変形して対戦相手をズタズタにするパワープレイが持ち味。ノース2号同様、原作漫画「地上最大のロボット」に登場するが原作アニメには名前が出ておらず、外見のよく似た無名のロボットに役を当てている。
エプシロン
地上最強のロボットその四。光子エネルギーで水中を自在に泳ぐスーパーロボット。海洋生物を巧みに操り、避けにくくかつ高い威力を持つ攻撃を次々に繰り出す。また、彼女の光子エネルギーは頭部から発射することで兵器としての応用が利く。彼女との対戦は水中ステージで行われるため、操作感覚が大きく変化し難易度が上がっている。原作漫画「地上最大のロボット」の巻、および原作アニメに登場。
プルートゥ
第七章のボス。地上の敵を焦土レーザーで焼き払い、空中の敵を誘導ミサイルで撃ち落とし、近寄る者には自らが竜巻となって制裁を加える最強の戦士。陸上戦で彼と渡り合える者はいない。主なキャラクターの節も参照。

## 海外版について
本作には海外版が存在し、「Astroboy OmegaFactor」（通称:オメガファクター）というタイトルで販売されている。
オメガファクターの特徴として、
- 英語、フランス語、イタリア語、オランダ語、スペイン語、日本語からなる6種類の言語モードを有している。
- 日本語モードのシナリオテキストが一部変更されている。
- 日本製のGame Boy Advance、Nintendo DSにおいて問題無く動作する。
- ザコキャラクターの種類が増えている。
- ステージ構成、敵キャラクターの仕様が一部変更されている。
- 難易度がEasy・Normal・Hardの3種類に分かれている。
- ゲーム完全クリア時にステージ3-1・3-4を選択するとエミヤ治療になってしまうバグが直っている。
- ボスキャラクターのライフゲージが表示される。
- アトラス、ブラックジャックまわりのイベントが一部変更されている。

等がある。